# جو (گیاه)

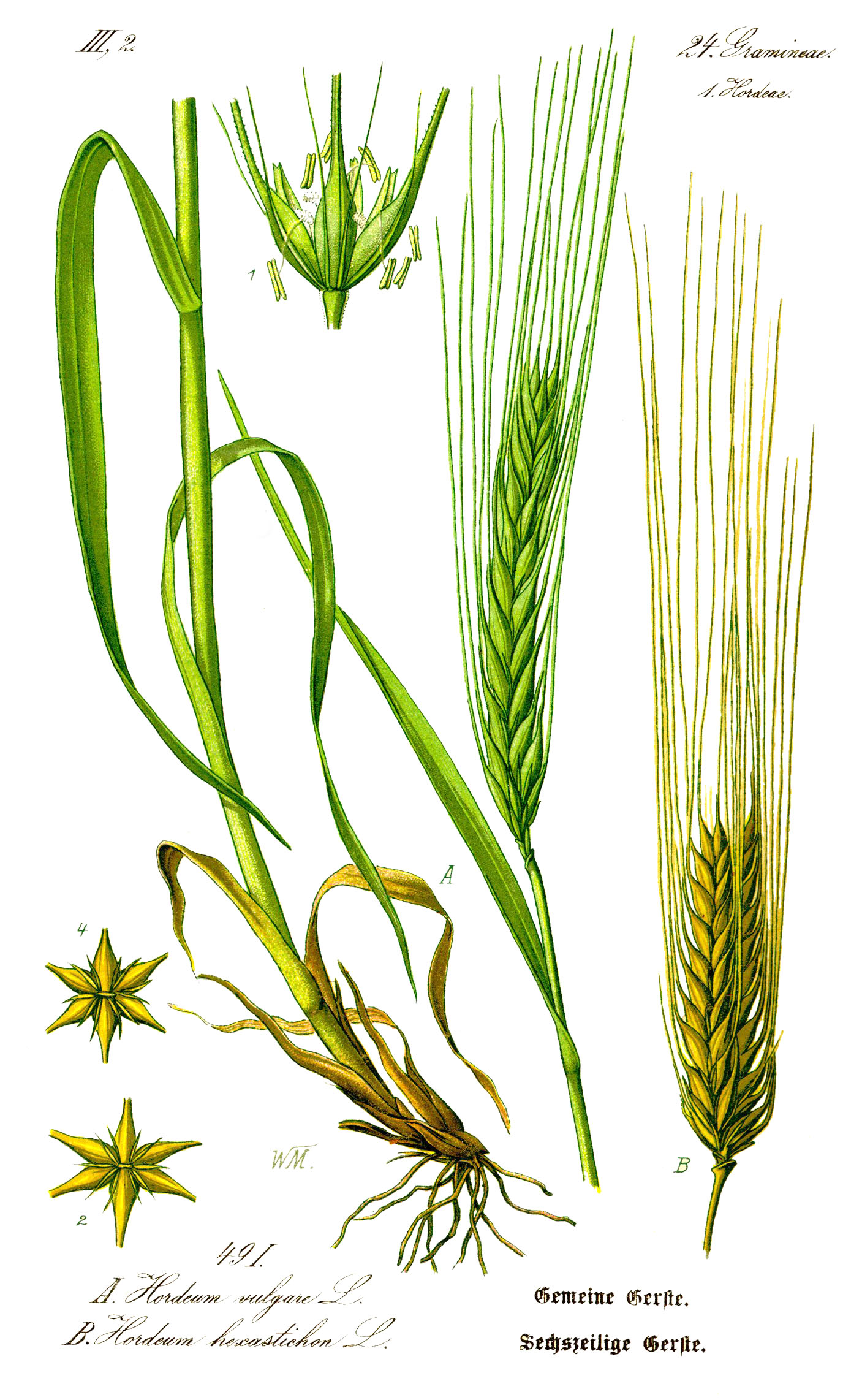

جو (نام علمی: Hordeum vulgare) یکی از غلات است. چرخه زندگی این گیاه یک ساله و از خانواده گرامینه‌ها (گندمیان) است. جو یکی از اولین غلات کشت شده توسط انسان است. شواهد نشان می‌دهند که جو از حدود ۱۰۰۰۰ سال پیش به‌ویژه در اوراسیا کشت می‌شده است. در سطح جهان ۷۰ درصد از تولید جو به عنوان علوفه جانوران استفاده می‌شود. در حالی که ۳۰ درصد به عنوان ماده قابل تخمیر برای آبجو و برخی نوشیدنی‌های مقطر و همچنین در مواد غذایی مختلف مانند سوپ‌ها و خورش‌ها و در نان جو استفاده می‌شود. دانه‌های جو در تهیه مالت، معمولاً به روش سنتی به‌کار می‌روند.
از نظر مقدار تولید، در سال ۲۰۱۷، جو پس از ذرت، برنج و گندم در رتبه چهارم در میان غلات (۱۴۹ میلیون تن) قرار گرفت.

## خاستگاه
خاستگاه واقعی جو هنوز ناشناخته است. اما بسیاری از پژوهشگران، خاستگاه این گیاه را کوه‌های زاگرس در غرب ایران، آناتولی جنوبی و فلسطین می‌دانند. بر پایه نظریه والیوف، خاستگاه جوی ریشک دار و غلاف دار، کشور اتیوپی و شمال آفریقا و خاستگاه نوع بدون ریشک، ریشک کوتاه و کلاهک دار، آسیای جنوب شرقی، به ویژه چین، ژاپن و تبت است.
«حدود پنج هزار سال پیش از میلاد مردم فلات ایران در پی تغییراتی که از لحاظ آب و هوا و تشکیل مزارع و چمنزارها به وجود آمد به دشت‌ها روی آوردند و زندگی تازه‌ای را آغاز کردند و در تمدن آن‌ها نسبت به دوران‌های پیشین پیشرفت بیشتری دیده شد. کهن‌ترین دشت‌نشینان، مردم تپه سیلک نزدیک کاشان بودند که آثار زندگی شان در آن‌جا به دست آمده. تحقیقاتی که در این محوطه انجام گرفته نشان می‌دهد که مردم فلات ایران به امر کشاورزی پرداختند و حیوانات اهلی را نیز پرورش دادند. در هزاره چهارم پیش از میلاد مردم دشت‌نشین فلات ایران در کار زندگی پیشرفت بیشتری کردند … در این دوره تجارت نیز رو به پیشرفت نهاد. اما دادوستد بیش‌تر مربوط به محصولات کشاورزی مانند گندم و جو بود. مسئله دیگر که اهمیت دارد این است که کشت گندم و جو نخستین بار در ایران متداول شد.»
جو برای تعداد زیادی از مردمان نواحی سردسیر و خشک (به ویژه خاور میانه و شمال آفریقا) منبع غذایی مهمی به‌شمار می‌رود. البته امروزه بیشتر برای خوراک دام و تهیهٔ فراورده‌های تخمیری از این گیاه استفاده می‌کنند.

## مقاومت گیاه جو
جو یکی از سازگارترین غلات است که در شرایط آب و هوایی مساعد، در خاک حاصلخیز که قابلیت نگهداری آب در آن زیاد باشد، و همچنین در خاک‌هایی که PH آن‌ها بین ۷ تا ۸ باشد تولید می‌شود. این گیاه نسبت به گندم در برابر خشکی مقاوم تر است و بنابراین در آب و هوایی که آب، سبب محدود کردن تولید غلات می‌شود، جو می‌تواند بیشترین محصول را تولید کند. در شرایط دیم هم عملکرد جو بهتر از گندم و چاودار می‌باشد. تولید جو در همه نوع زمینی با بارندگی سالیانه ۲۰۰ تا ۲۵۰ میلی‌متر امکان‌پذیر است.
جو نسبت به دمای بالا (بیش از ۳۲ درجه سانتی گراد) مقاوم است. اما در شرایط آب و هوای مرطوب، در برابر دمای بالا بسیار حساس است.
دانه جو نسبت به گندم برای جوانه زدن به رطوبت کمتری نیاز دارد. در مواردی که پس از جوانه زدن دانه، گیاه به علت کمبود رطوبت خشک شود، با فراهم شدن شرایط مساعد رطوبتی، گیاه رشد مجدد خود را با شدت بیشتری آغاز می‌نماید.
جو از لحاظ مقاومت به سرما، نسبت به گندم در ردیف پایین‌تری قرار می‌گیرد؛ بنابراین به نظر می‌رسد که کشت جوی پاییزه در مناطق سردسیر چندان اطمینان بخش نباشد. در مقایسه با سایر غلات، جو نسبت به شوری خاک، چه در مرحله جوانه زنی و چه در مراحل دیگر مقاوم تر است. 

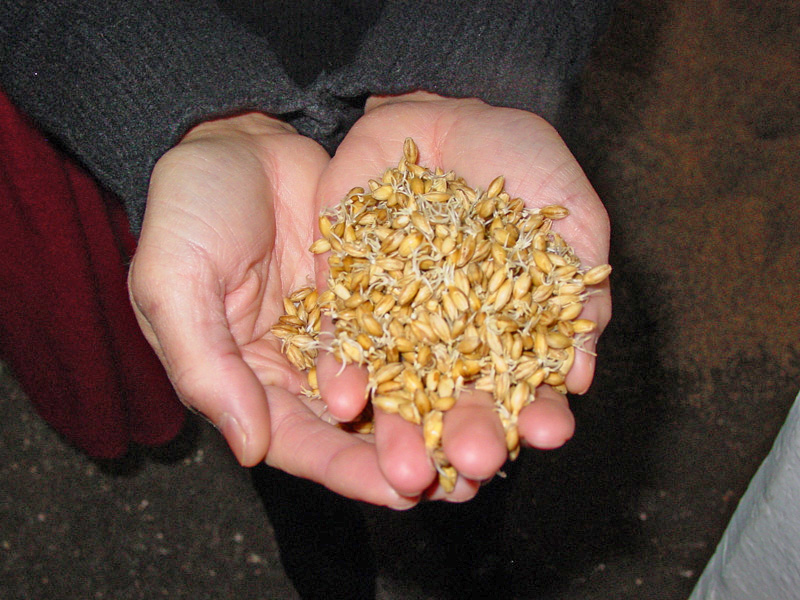

## تولید
در سال ۲۰۲۱، تولید جهانی جو ۱۴۵ میلیون تن بوده است که ۱۴٪ از این مقدار متعلق به روسیه است. استرالیا، فرانسه، آلمان و اوکراین سایر تولیدکنندگان عمده بودند.
| تولید جو در سال ۲۰۲۱، برحسب میلیون تن                                                              | تولید جو در سال ۲۰۲۱، برحسب میلیون تن |
| کشور                                                                                               | میزان تولید (میلیون تن)               |
| -------------------------------------------------------------------------------------------------- | ------------------------------------- |
| روسیه                                                                                              | ۱۷٫۹۹۵٫۹۰۸                            |
| استرالیا                                                                                           | ۱۴٫۶۴۸٫۵۸۱                            |
| فرانسه                                                                                             | ۱۱٫۳۲۱٫۳۲۰                            |
| آلمان                                                                                              | ۱۰٫۴۱۱٫۱۰۰                            |
| اوکراین                                                                                            | ۹٫۴۳۷٫۰۲۰                             |
| اسپانیا                                                                                            | ۹٫۲۷۵٫۹۲۰                             |
| بریتانیا                                                                                           | ۶٫۹۶۱٫۰۰۰                             |
| کانادا                                                                                             | ۸٫۸۴۸٫۱۳۷                             |
| ترکیه                                                                                              | ۵٫۷۵۰٫۰۰۰                             |
| آرژانتین                                                                                           | ۴٫۰۳۶٫۱۳۰                             |
| دانمارک                                                                                            | ۳٫۴۶۲٫۱۷۰                             |
| لهستان                                                                                             | ۲٫۹۶۱٫۶۵۰                             |
| ایران                                                                                              | ۲٫۸۱۴٫۲۶۴                             |
| مراکش                                                                                              | ۲٫۷۸۰٫۳۴۵                             |
| ایالات متحده آمریکا                                                                                | ۲٫۵۶۲٫۰۳۰                             |
| قزاقستان                                                                                           | ۲٫۳۶۶٫۸۰۵                             |
| اتیوپی                                                                                             | ۲٫۳۵۰٫۰۰۰                             |
| چین                                                                                                | ۲٫۰۰۰٫۰۰۰                             |
| رومانی                                                                                             | ۱٫۹۸۱٫۰۳۰                             |
| جمهوری چک                                                                                          | ۱٫۷۴۹٫۱۳۰                             |
| جهان                                                                                               | ۱۴۵٫۶۲۳٫۹۱۴                           |
| Source: FAOSTAT of the United Nations Food and Agriculture Organization, Statistics Division, 2018 |                                       |

## چند نوع تقسیم‌بندی جو

#### انواع جو نسبت به دما
در خصوص واکنش به دما، سه نوع جو موجود است:
نوع بهاره که به سرما حساس بوده و بنابراین در بهار کاشته می‌شود. نوع پاییزه که در فصل پاییز کاشته می‌شود و تا فرارسیدن فصل بهار، سنبله تولید نمی‌کند. نوع حد واسط که نسبت به سرما مقاومت کمتری داشته و در نقاط نسبتاً گرمسیر در هر دو فصل بهار و پاییز کشت می‌شود.
جوی بهاره و پاییزه را نمی‌توان همچون گندم بهاره و پاییزه که تفاوت دانه آن‌ها کاملاً مشخص است، تشخیص داد. جوی پاییزه در بسیاری از نواحی نیمه خشک که بارندگی آن‌ها غالباً در فصول گرم سال (بهار و تابستان) انجام می‌شود، تقریباً ۱۰ تا ۱۴ روز زودتر از گندم پاییزه کاشته می‌شود. جوی بهاره را هم تا آنجا که امکان دارد باید زودتر کاشت. البته جو نسبت به سرمای بهاره (دمای زیر صفر) نسبت به گندم حساس تر است. کشت زودتر جوی بهاره سبب می‌شود که محصول جو قبل از فرارسیدن ایام گرم و خشک، برسد. تأخیر در کشت جو سبب لاغری دانه، عملکرد پایین و… می‌شود.

#### انواع جو از نظر ساختمان سنبله
طرز قرار گرفتن سنبلچه‌ها بروی سنبله می‌تواند دو گونه باشد که این تولید جو دو ردیفه یا شش‌ردیفه می‌کند.
به‌طور کلی، سنبلچه‌های جو به‌صورت سه‌قلو مرتب شده‌اند که به‌طور متناوب در امتداد محور مرکزی قرار می‌گیرند. در جو دو ردیفه (همچنین در جو وحشی و دیگر گونه‌های دنیای قدیم)، تنها سنبلچه مرکزی بارور است، و سنبلچه‌های کناری بی‌دانه می‌مانند. این سبب می‌شود که دانه‌ها روی سنبله به‌شکل دو ردیف جلوه کنند.
در جو شش ردیفه، هر سه گل بارورند و سنبله دانه‌های بیشتری دارد.
جو دوردیفه که گاهی به‌عنوان یک گونه جداگانه (Hordeum distichon) در نظر گرفته می‌شود، دارای محتوای پروتئین کمتری نسبت به جو شش‌ردیفه است، بنابراین محتوای قند قابل تخمیر بیشتری دارد. جو با پروتئین بالا برای خوراک دام مناسب است. جو مالت معمولاً پروتئین کمتری دارد که باعث جوانه‌زنی یکنواخت‌تر می‌شود و نیاز به خیساندن کوتاه‌تری دارد. جو دو ردیفه به‌طور سنتی در آبجوهای انگلیسی به سبک ale استفاده می‌شود، جو تابستانی دوردیفه مالت‌دار برای آبجوهای سنتی آلمانی ترجیح داده‌می‌شود.

## نیاز کودی
جو هم مانند دیگر گیاهان خانواده گندمیان، مراحل رشد مختلفی دارد که زمان هر مرحله تحت تأثیر عوامل مختلف قرار می‌گیرد. یکی از عوامل مؤثر در رشد گیاه، خاک و البته استفاده از کود می‌باشد. نیازهای کودی جو مشابه گندم است. پایین بودن میزان نیتروژن و فسفر و تا حدی پتاسیم خاک، می‌تواند عملکرد جو را محدود نماید. البته استفاده از کود به منظور تولید حداکثر محصول، باید بر مبنای آب قابل مصرف برای گیاه باشد. همچنین برای تولید جو به عنوان خوراک دام، میزان کود مصرفی معمولاً زیادتر از کود مصرفی برای گیاه جو است که برای مصارف دیگر از جمله تهیهٔ فراورده‌های تخمیری کشت می‌شود. معمولاً مصرف ۵۰ تا ۶۰ کیلوگرم نیتروژن در هر هکتار، می‌تواند عملکرد جو را به نحو مطلوبی افزایش دهد.

## آفات و بیماری‌ها
جو نسبت به بیماری‌های قارچی فوق‌العاده حساس است. سیاهک یکی از مهم‌ترین این بیماری هاست.
سیاهک پنهان جو، عامل قارچی به نام U.hordei می‌باشد. در این بیماری، توده‌ای از هاگ‌های سیاه رنگ جای محتویات دانه را می‌گیرد. هاگ بیماری در سطح دانه یا داخل خاک قرار می‌گیرد. زمانی که بذر جوانه می‌زند، هاگ هم جوانه زده و به گیاه جوان حمله می‌نماید. شیوع این بیماری در خاک‌های اسیدی بیش از خاک‌های خنثی یا خاک‌های آهکی (پ. هاش بیشتر از ۷) است.
سیاهک آشکار، به وسیلهٔ قارچی به نام U.gnuda ایجاد می‌شود. در این بیماری، توده‌ای از هاگ‌های سیاه رنگ، جای همه اعضای گل را می‌گیرند. پس از متلاشی نمودن گل، هاگ سیاهک با باد و باران پخش شده و به تمام کلاله‌های بوته‌های آلوده نشده هم می‌رسد و انتشار می‌یابد
زنگ ساقه، زنگ برگ و زنگ‌های نواری هم از دیگر بیماری‌های قارچی هستند که به خصوص در نقاط گرم و مرطوب زیان‌های فراوانی به جو وارد می‌کنند.
جو نسبت به حمله سفیدک که عامل آن Erysiphia grarninis است بسیار حساس است. این بیماری، معمولاً در خاکی که میزان نیتروژن آن بالا باشد، بیشتر انتشار می‌یابد. البته گرد گوگرد می‌تواند این بیماری را کنترل نماید. از سایر بیماری‌های جو می‌توان پوسیدگی ریشه، لکه سیاه، سوختگی و انواع بیماری‌های ویروسی را نام برد.
[ویرایش]

## برداشت
معمولاً جو را هنگامی که رطوبت دانه بین ۳۰ تا ۴۰ درصد باشد، برداشت می‌کنند. در این میزان رطوبت، دانه‌ها چاق تر است. با توجه به این که میزان رطوبت برای انبار کردن دانه بالاست، باید به طرق مصنوعی دانه را خشک نمود تا از گرم شدن و فساد بعدی دانه جلوگیری به عمل آید.

## خواص جو
- غذایی بسیار مقوی است.
- خاصیت نرم‌کننده دارد.
- در قدیم از جو زیاد استفاده می‌کردند.
- برای نقرس مفید است.
- جوشانده جو داروی خوبی برای مبتلایان به تب و کم خونی و سوء هاضمه است.
- ماءالشعیر برای درمان سل، زخم‌های ریوی و سردرد گرم مفید است.
- ماءالشعیر خون ساز است و زود هضم می‌شود.
- ماءالشعیر را با خشخاش کوبیده برای سردرد مفید است.
- برای درمان نقرس پماد در جو را با آب بر روی قسمت‌های دردناک بگذارید.
- جو را با شکر مخلوط کرده غذای خوبی برای اطفال است.
- بیسکوییت جو بهترین دارو برای درمان یبوست است و حتی نفخ و شکم درد را از بین می‌برد.
- سرد مزاجان باید جو را با شکر بخورند.
- کشک الشعیر برای مزاج‌های گرم و اسهال‌های صفراوی مفید است.
- برای برطرف کردن گلو درد و ورم گلو کشک الشعیر را قرقره کنید.
- برای پائین آوردن کلسترول از جو استفاده کنید.
- جو چون دارای پروتئاز می‌باشد بنابراین از سرطان جلوگیری می‌کند.[۷]